# 王詢 (永樂進士)
王詢（1387年—？），字命我，江西吉安府永豐縣永豐鄉二十九都人，明朝政治人物。進士出身。

## 生平
應天府鄉試九十二名。永樂十年（1412年）壬辰科會試四十九名，殿試登進士第三甲第三十三名。

## 家族
曾祖王友諒。祖父王克誠。父亲王昭善。